# マルティン・ミレツ
マルティン・ミレツ（Martin Milec、1991年9月20日 - ）は、スロベニア・マリボル出身のサッカー選手。NKマリボル所属。ポジションはDF。スロベニア代表。

## クラブ経歴
2008年、NKアルミニイでプロデビュー。2010年7月18日、NKマリボルに4年契約で移籍し、2013-14シーズンにはスロベニア1部リーグの最優秀若手選手賞を受賞した。
2014年6月24日、ベルギーのスタンダール・リエージュに移籍し、4年契約を結んだ。しかし、散発的な出場機会だったため、加入後3シーズン目にあたる2016-17シーズンにエールディヴィジのローダJCへとレンタル移籍をした。
2017年8月6日、3年契約でNKマリボルに復帰した。

## 代表経歴
2006年からスロベニアの各世代別代表に招集され始め、2009年にはU-19スロベニア代表としてUEFA U-19欧州選手権2009に出場した。
2013年8月14日、フィンランド代表との親善試合でスロベニア代表デビューを飾った。